# Emmanuel Delcour
Emmanuel DelCour (ur. 19 czerwca 1980 w Montluçon) – francuski aktor filmowy i telewizyjny, występujący także pod pseudonimem Jean Val Jean w filmach pornograficznych, kulturysta, kucharz, grafik, szef kuchni, dietetyk, autor artykułów kulinarnych, trener personalny i model.

## Życiorys

### Wczesne lata
Urodził się w Montluçon w regionie Owernia, w departamencie Allier jako syn pielęgniarki i weterynarza. Wychował się Bordeaux, w południowo-zachodniej Francji na wsi. Mając dwanaście lat, zainspirowany filmem Kulturyści (Pumping Iron) z Arnoldem Schwarzeneggerem, zaczął trenować sporty siłowe. W latach 1998–2002 studiował grafikę. W wieku dwudziestu lat mając 188 cm wzrostu rozpoczął pracę w Paryżu jako fotomodel.

### Początek kariery międzynarodowej
W 2002 przeniósł się do Los Angeles, w Kalifornii. Brał udział w kampaniach reklamowych dla Calvina Kleina, Lexusa i Robin’s Jean, a także sesji fotograficznej Davida LaChapelle’a. Znalazł się w edycji chińskiego magazynu „Vogue” i „Men’s Health”.

### Kariera kulturystyczna
Delcour z powodzeniem rywalizował w zawodach kulturystycznych. W 2006 ubiegał się o tytuł Mr. Venice Beach w Kalifornii. 
W 2009 zajął trzecie miejsce w National Physique Committee (NPC) w wadze ciężkiej i umieszczony został na pierwszym miejscu w dla początkujących, a następnie w 2010 roku zdobył drugie miejsce. W 2011 zdobył pierwsze miejsce w NPC Iron Man Magazine.

### Kariera kulinarna
Po ukończeniu z wyróżnieniem prestiżowej North-American Novelli Academy w Bordeaux, od listopada 2009 do stycznia 2010 brał udział w reality show Bravo TV Chef Academy, gdzie wymieniony był jako grafik. Ukończył akademię pod kierunkiem kucharzy — Christophe’a Émé, męża Jeri Ryan, i Jeana-Christophe’a Novelli, który nazwał go „nowym Jamiem Oliverem”.
Pracował we francuskiej restauracji „The Hall” w hotelu Palihouse w Beverly Hills i „Anisette Brasserie” w Santa Monica. Zdobył popularność jako kucharz specjalizujący się w nowoczesnej kuchni francuskiej i rozpoczął karierę jako prywatny kucharz z Venice Beach. Jednym z jego kulinarnych bohaterów i prawdziwą inspiracją był Anthony Bourdain.

### Kariera w branży porno
W wieku 14 lat chciał zostać gwiazdą porno w Stanach Zjednoczonych. W 2004 mając 24 lata wyjechał na konwencję Adult Video News w Las Vegas, gdzie poznał firmy produkcyjne i dystrybucyjne. Kilka z nich było nim zainteresowanych i po raz pierwszy wziął udział w sesji zdjęciowej. Znalazł również agenta, który zabrał go do Los Angeles. Przyjął pseudonim Jean Val Jean od nazwiska bohatera literackiego powieści Wiktora Hugo Nędznicy - Jeana Valjeana. Niedługo potem zagrał w pierwszej scenie Big Cock Seductions 13 (2004) z francuską aktorką Melissą Lauren. Wystąpił potem w parodii Gotowe na wszystko - Hustler Video Desperate Housewhores 2 (2005), Digital Playground Island Fever 4 (2006), Adam & Eve Eden (2007) i Wicked Pictures Sexual Exploits of Jean Val Jean (2007). Do swojej produkcji zaangażował go też Rocco Siffredi, a jego partnerkami były m.in.: Memphis Monroe, Alicia Alighatti, Sativa Rose, Sunny Leone, Jennifer Stone, Trina Michaels i Katja Kassin. 
W 2007 otrzymał nagrodę AVN Award w kategorii „Zagraniczny wykonawca roku”. 
Pod koniec 2015 podpisał kontrakt z agencją LA Direct Models. W 2016 powrócił do produkcji filmów porno za pośrednictwem strony internetowej Tushy.com i Eroticax.com Stranger Danger (2017). W realizacji Burning Angel Mercy (2016) wystąpił w roli biznesmena. W latach 2016–2018 występował w produkcjach Brazzers. W 2019 znalazł się na liście najgorętszych gwiazdorów filmów porno portalu Vocal. W 2022 został wyróżniony w rankingu „najlepszych francuskich gwiazd porno” portalu EuroSexScene.com. Prezentował swoje filmy w społecznościowej sieci OnlyFans.

### Obecność w kulturze masowej
Był gościem reality show na kanale E! Rodzina Kardashianów (2008). Można go było także dostrzec w dreszczowcu Syreny z Karaibów (Bad Girl Island, 2007) z AnnaLynne McCord, Antonio Sabato Jr. i Jamesem Brolinem, dramacie La benediction (2008) w roli Daniela, serialu CBS CSI: Kryminalne zagadki Las Vegas (2009) i operze mydlanej CBS Moda na sukces (2011).
We wrześniu 2011 brał udział w promocji Bunker Hill Magazine dla Issuu, Inc.. W 2014 trafił na okładkę książki Tragic Desires autorstwa A.M. Hargrove. Pojawił się w kalendarzach na rok 2012 i Hot Guys and Baby Animals 2013 oraz reklamie Amazon Kindle, Bentley i Dassault Systèmes.
Od 2018 również tworzy dzieła sztuki i obrazy, będące kontynuacją jego wcześniejszych doświadczeń w projektowaniu graficznym.

## Filmografia

### Filmy
- 2007: Syreny z Karaibów (Bad Girl Island) jako Harry Sugar
- 2007: Rip Off Church jako Christopher Dubois
- 2008: Urodzony do walki (Born to Fight) jako Julien Dandieu
- 2008: Pit Fighters jako Tom Stoddard
- 2009: Spicy Mac Project jako francuski wojownik Escargo
- 2009: Sunday at the Sinners' jako Fabio (Greed)
- 2009: The Battle: Cinco de Mayo jako Lou - Eiffel Tower
- 2011: Picture Paris jako kucharz Pierre De Burbank
- 2016: Internal Love jako Jean Val Jean

### Seriale
- 2007: Sin City Diaries jako Tommy
- 2008: Rodzina Kardashianów (Keeping Up with the Kardashians) w roli samego siebie
- 2009: CSI: Kryminalne zagadki Las Vegas (CSI: Crime Scene Investigation) jako Pierre Delongue
- 2011: Moda na sukces (The Bold and the Beautiful) jako dziennikarz
- 2013: Byli (The Exes) jako Tristan
- 2013: The Birthday Boys jako striptizer
- 2014: Jane the Virgin jako fotograf
- 2015: Ostatni okręt (The Last Ship) jako Felix
- 2016: Don’t Break Me - odc. „Megan Rain’s Pussy Gets Nailed”
- 2016: Pretty Dirty - odc. „The Repo Men”
- 2018: Malibu Gothic jako Amanda

## Nagrody i nominacje
| Rok  | Nagroda          | Kategoria                                                       | Film                                      | Pozostali wykonawcy | Rezultat  |
| ---- | ---------------- | --------------------------------------------------------------- | ----------------------------------------- | --- | --------- |
| 2005 | AVN Award        | Najlepszy debiutant                                             | –                                         | – | Nominacja |
| 2005 | XRCO Award       | Nowy ogier                                                      | –                                         | – | Nominacja |
| 2006 | AVN Award        | Najlepsza scena seksu grupowego – wideo                         | Lexie and Monique Love Rocco (2004)       | Mandy Bright, Monique Alexander, Vanessa Lane, Lexi Marie, Rocco Siffredi i Steven St. Croix | Nominacja |
| 2006 | AVN Award        | Najlepsza scena seksu triolizmu (chłopak/chłopak/dziewczyna)    | Innocence: Wild Child (2004)              | Jasmine Byrne i Mario Rossi | Nominacja |
| 2006 | AVN Award        | Najlepsza scena seksu grupowego – film                          | Scorpio Rising (2005)                     | Marco Banderas, Jerry, Lisa Lee, Lucy Lee, Shy Love, Nick Manning, Lisa Marie, Haley Paige, Steven St. Croix i Tyla Wynn | Nominacja |
| 2007 | Ninfa            | Najbardziej skandaliczna scena seksu                            | Fashionistas Safado: The Challenge (2006) | Sandra Romain, Melissa Lauren, Belladonna, Jenna Haze, Gianna Michaels i Rocco Siffredi | Wygrana   |
| 2007 | AVN Award        | Najlepsza scena seksu analnego – wideo                          | Fashionistas Safado: The Challenge (2006) | Michelle A. Sinclair, Melissa Lauren, Adrianna Nicole, Jenna Haze, Nicole Sheridan, Gianna Michaels, Flower Tucci, Sasha Grey, Marie Luv, Caroline Pierce, Lia Baren, Jewel Marceau, Sandra Romain, Christian XXX, Chris Charming, Voodoo, Erik Everhard, Mr. Pete i Rocco Siffredi | Wygrana   |
| 2007 | AVN Award        | Najlepsza scena seksu grupowego – wideo                         | Fashionistas Safado: The Challenge (2006) | Michelle A. Sinclair, Melissa Lauren, Adrianna Nicole, Jenna Haze, Nicole Sheridan, Gianna Michaels, Flower Tucci, Sasha Grey, Marie Luv, Caroline Pierce, Lia Baren, Jewel Marceau, Sandra Romain, Christian XXX, Chris Charming, Voodoo, Erik Everhard, Mr. Pete i Rocco Siffredi | Wygrana   |
| 2007 | AVN Award        | Najlepszy zagraniczny wykonawca roku                            | –                                         | – | Wygrana   |
| 2007 | AVN Award        | Najlepsza scena seksu w parze – wideo                           | Sacred Sin (2006)                         | Jassie | Nominacja |
| 2007 | AVN Award        | Najlepsza scena seksu oralnego - film                           | Valentina (2006)                          | Rita Faltoyano | Nominacja |
| 2007 | AVN Award        | Najlepsza scena seksu triolizmu (chłopak/chłopak/dziewczyna)    | Ass Worship 9 (2006)                      | Erik Everhard i Naomi Russell | Nominacja |
| 2007 | AVN Award        | Najlepsza scena seksu analnego – wideo                          | Jessica’s Jet Set (2005)                  | Hillary Scott | Nominacja |
| 2008 | AVN Award        | Najlepszy zagraniczny wykonawca roku                            | –                                         | – | Nominacja |
| 2008 | AVN Award        | Najlepsza scena w parze – wideo                                 | Flesh Hunter 9 (2006)                     | Gina Lynn | Nominacja |
| 2008 | AVN Award        | Najlepsza scena seksu triolizmu (chłopak/dziewczyna/dziewczyna) | Façade (2006)                             | Daisy Marie i Alexis Love | Nominacja |
| 2008 | AVN Award        | Najlepsza scena seksu analnego – wideo                          | Pretty Pussies Please 3 (2007)            | Sativa Rose | Nominacja |
| 2008 | AVN Award        | Najlepsza scena seksu grupowego – wideo                         | Sinema (2007)                             | Jordan Ash, Johnny Castle, Gina Mond i John Strange | Nominacja |
| 2008 | AVN Award        | Najlepsza scena seksu trolizmu (chłopak/chłopak/dziewczyna)     | Sinema (2007)                             | Johnny Castle i Gina Mond | Nominacja |
| 2017 | XRCO Award       | Najlepszy powrót                                                | –                                         | – | Nominacja |
| 2017 | AVN Award        | Najlepsza scena seksu trolizmu (chłopak/chłopak/dziewczyna)     | My Wife’s Threesome Fantasy (2016)        | Karla Kush i Michael Vegas | Nominacja |
| 2017 | NightMoves Award | Najlepszy wykonawca                                             | –                                         | – | Nominacja |
| 2018 | XBIZ Award       | Najlepsza scena seksu                                           | Young and Beautiful 2 (2016)              | Alexa Grace i Kendra Sunderland | Nominacja |
| 2018 | AVN Award        | Mainstreamowy gwiazdor roku                                     | –                                         | – | Nominacja |
| 2018 | AVN Award        | Wykonawca roku                                                  | –                                         | – | Nominacja |
| 2018 | AVN Award        | Najlepsza scena seksu triolizmu (dziewczyna/dziewczyna/chłopak) | Flesh Hunter 14 (2016)                    | Janice Griffith i Riley Nixon | Nominacja |
| 2018 | AVN Award        | Najlepsza scena seksu podwójnej penetracji                      | My DP 2 (2016)                            | Carter Cruise i John Strong | Nominacja |
| 2018 | AVN Award        | Najlepsza scena seksu podwójnej penetracji                      | Eva (2017)                                | Christian Clay i Eva Lovia | Nominacja |
| 2018 | AVN Award        | Najlepsza scena seksu grupowego                                 | Young and Beautiful 3 (2017)              | Abella Danger, August Ames, Mick Blue i Riley Reid | Nominacja |
| 2019 | AVN Award        | Najlepsza scena seksu analnego                                  | First Anal 6 (2018)                       | Kenzie Reeves | Nominacja |
| 2019 | AVN Award        | Najlepsza scena seksu podwójnej penetracji                      | My DP 3 (2018)                            | Adria Rae i Mick Blue | Nominacja |
| 2019 | AVN Award        | Najlepsza scena seksu chłopak/dziewczyna                        | Natural Beauties 6 (2018)                 | Tori Black | Nominacja |
| 2019 | AVN Award        | Najlepsza scena seksu grupowego                                 | New Year’s Kiss (2018)                    | Jill Kassidy, Riley Reid i Melissa Moore | Nominacja |
| 2019 | Fleshbot Award   | Najlepsza scena analna                                          | Anal Confession (2018)                    | Kenzie Reeves | Nominacja |
| 2020 | XBIZ Award       | Najlepsza scena seksu – winieta                                 | Anal Threesomes 5 (2019)                  | Ariana Marie i Vicki Chase | Nominacja |
| 2023 | Urban X Award    | Urban X Hall of Fame                                            | –                                         | – | Wygrana   |